# Internationell svarskupong

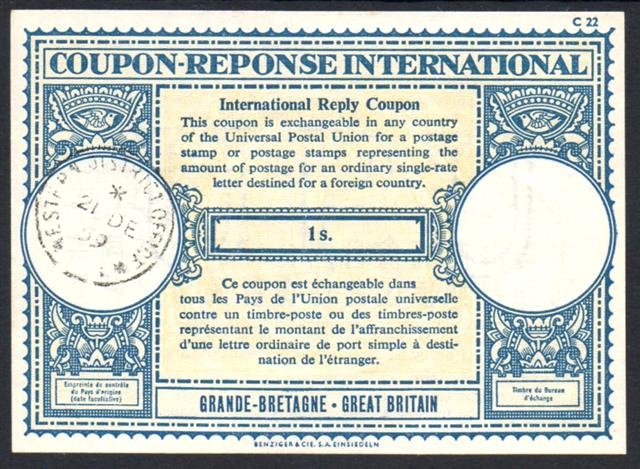
Internationell svarskupong från Storbritannien.

En internationell svarskupong (franska: coupon-réponse international, CRI; engelska: international reply coupon, IRC) är en kupong som kan lösas in mot ett frimärke eller flera frimärken motsvarande lägsta brevporto till ett annat medlemsland inom Världspostunionen. 
Den internationella svarskupongen skapades 1 oktober 1907 som en utvidgning av ett system som hade använts i flera länder. Den har en sista giltighetsdag och kan lösas in i samtliga medlemsländer. I Sverige och flera andra länder går dessa inte att köpa längre[sedan när?] men de kan fortfarande (2021) köpas i Norge och Finland i postens webbutik.
Svindlaren Charles Ponzi genomförde 1920 en form av investeringsbedrägeri, som senare uppkallades efter honom, där han påstod sig kunna göra stora arbitragevinster på handel med internationella svarskuponger.